# Ujun al-Asafir
Ujun al-Asafir (ar. عيون العصافير, fr. Ouyoun El Assafir) – miasto w północnej Algierii, w prowincji Batina.